# Comité d'éthique en expérimentation animale
En France, les comités d’éthique en expérimentation animale (CEEA ou C2EA) sont les entités chargées d’évaluer les projets d’expérimentation animale des établissements qui leur sont rattachés. Depuis 2013, la réglementation française a rendu leur avis obligatoire afin d’obtenir l’autorisation de débuter un projet de la part du ministère de la Recherche.
Des controverses importantes existent quant à la composition de ces comités, à leur fonctionnement, à leur indépendance, à leur transparence et aux principes de base qui fondent leurs évaluations. Par ailleurs, leur agrément par le ministère de la Recherche, censé être obligatoire depuis 2013, n'a été mis en place qu'en 2022, ce qui indique que toutes les autorisations délivrées entre 2013 et cette date l'ont été en dehors du cadre réglementaire.

## Histoire
Par suite de la directive européenne 86/609/CEE (première réglementation européenne de l’expérimentation animale) et des demandes des revues scientifiques, au début des années 1990, les premiers comités d’éthique en expérimentation animale ont été créés en France – selon les sources par le Gircor (interprofession de l’expérimentation animale) ou le ministère des Armées.
Dans les années 2000, le nombre de ces comités grandit progressivement, passant de vingt comités en 2001 (ils ont alors un rôle purement consultatif, les laboratoires pouvant procéder aux expériences même sans l’accord des comités) à plus de cent comités après l’adoption de la directive européenne 2010/63/UE et sa transposition en droit français dans le code rural – obligeant qu'il y ait un avis favorable d’un comité d’éthique pour obtenir l’autorisation de mener un projet de la part du ministère de la Recherche,, – puis à 87 comités en 2022 avec l'application tardive de la procédure d'agrément, qui a montré qu'une trentaine de comités ne répondaient pas aux conditions réglementaires. 
Début 2024, le tribunal administratif de Paris a annulé l'autorisation ministérielle de dix projets d'expérimentation animale datant de début 2022 et impliquant au total 342 780 animaux, au motif que ces autorisations étaient « entachées d'incompétence » du fait de l'absence d'agrément des comités qui avait évalué les projets. Pour Le Monde, cela implique que « plus de 20 000 projets de recherche scientifique utilisant des animaux vivants ont été autorisés en France, depuis 2013, par le ministère de la recherche, et cela en dehors du cadre réglementaire ».

## Réglementation
En France, les comités d’éthique en expérimentation animale ont le rôle d’autorité compétente par délégation pour l’évaluation des projets d’expérimentation animale, préalablement à leur autorisation par le ministère de la Recherche.

### Rôle
Le rôle des comités d’éthique en expérimentation animale est circonscrit par la section 3 de la directive européenne 2010/63/UE, transposée dans les articles R214-117 à R214-126-1 du code rural,. Il est précisé par un arrêté ministériel, dans lequel on lit que ces comités, en tant qu’autorités compétentes, doivent vérifier que « le projet est justifié du point de vue scientifique ou éducatif, ou requis par la loi », que « les objectifs justifient l’utilisation des animaux » et que « le projet est conçu pour permettre le déroulement des procédures expérimentales dans les conditions les plus respectueuses de l'animal et de l'environnement ».

### Composition minimale
En France, les comités d’éthique en expérimentation animale doivent regrouper au moins quatre « compétences », dans les domaines de la conception de projets ou de procédures expérimentales sur les animaux, de la réalisation de procédures expérimentales sur les animaux, de l’entretien et/ou de la mise à mort des animaux, et de la pratique vétérinaire.
À ces quatre compétences liées directement à l’expérimentation animale, s’ajoute au minimum une « personne non spécialisée dans les questions relatives à l'utilisation des animaux à des fins scientifiques »,.

### Principe de fonctionnement
Chaque établissement pratiquant l’expérimentation animale est rattaché à un comité d'éthique, interne ou partagé avec d’autres établissements. D’après la réglementation, avant de commencer un projet d’expérimentation animale, la personne responsable du projet doit soumettre par voie informatique au ministère de la Recherche un dossier de demande d’autorisation de projet (DAP) comprenant des informations extensives sur la justification du projet et de l’utilisation d’animaux, le détail des procédures envisagées, l’application de la règle des 3R, la balance entre les bénéfices envisageables du projet et les contraintes et souffrances imposées aux animaux, ainsi que l’établissement et son personnel. Le dossier est transmis par le ministère au comité d'éthique de l’établissement,.
Le comité se réunit et délibère sous huit semaines, demandant éventuellement des modifications sur le projet (notamment sur le classement du degré de sévérité des souffrances infligées aux animaux et sur l’application des 3R), avant d’envoyer son avis au ministère de la Recherche, qui émettra l’arrêté d’autorisation de projet pour une durée d’un à cinq ans. Les projets utilisant des primates ainsi que tous les projets impliquant des douleurs et/ou un stress de degré « sévère », doivent faire l’objet d’une « appréciation rétrospective » sur la réalisation de leurs objectifs et les souffrances effectivement endurées par les animaux.

### Engagements
L’article R214-117 du code rural prévoit que les comités d’éthique en expérimentation animale s’engagent à regrouper des compétences pluridisciplinaires, à respecter les principes de l’évaluation éthique, à garantir l’indépendance et l’impartialité de leurs membres et à s’assurer d’avoir les moyens nécessaires à leur bon fonctionnement. En plus de ces engagements réglementaires, les comités doivent respecter la « charte nationale portant sur l’éthique de l’expérimentation animale », élaborée et publiée par le Comité national de réflexion éthique sur l’expérimentation animale (CNREEA). Dans sa version mise à jour le 18 décembre 2014 (dernière version en date au 14 août 2023), cette charte mentionne le « respect de l’animal » et les responsabilités individuelles et institutionnelles avant de rappeler les points de réflexion nécessaires à la « démarche éthique » en expérimentation animale. Son annexe souligne le besoin d’indépendance et d’impartialité des membres, y ajoutant la « stricte confidentialité » des débats et des dossiers évalués.
L’ensemble de ces conditions forment la base réglementaire nécessaire pour l’agrément des comités d’éthique. Face au constat que la totalité des comités d’éthique en expérimentation animale en France ont fonctionné sans agrément entre 2013 et 2021, le CNREEA a démarré une mission pour revoir les critères d’agrément, rendant un premier avis à ce sujet le 8 avril 2022,.

## Problèmes
De nombreux problèmes ont été soulevés dans la structure, le fonctionnement et les principes sur lesquels reposent les comités d’éthique en expérimentation animale, par les groupes de défense des animaux tels que One Voice ou Transcience, ainsi que par l’Observatoire de l’éthique publique,,. Le CNREEA lui-même a relevé un certain nombre de ces problèmes dans son avis sur les conditions d’agrément des comités et dans ses bilans annuels de leur activité (dont le premier concerne l'année 2021).

### Fonctionnement sans agrément
Dans son analyse du fonctionnement des comités d'éthique en France, Pauline Türk a relevé que de 2013 à 2022, « les comités auxquels le ministère, autorité compétente aux termes de la directive de 2010, délègue depuis une décennie la mission d’évaluation des projets d’expérimentation sur les animaux n’ont en réalité ni personnalité juridique, ni agrément », en contradiction avec la réglementation. Pour elle, cela signifie que « les conditions présidant à la délivrance de l’agrément ne sont pas effectivement vérifiées, et que les manquements aux exigences pesant sur le fonctionnement des comités ne peuvent pas, par définition, être sanctionnés par le retrait de l’agrément », ce qui constituait un problème important. 
Début 2022, « faisant suite aux recours contentieux déposés par l'association Transcience auprès du tribunal administratif quelques mois auparavant, le MESR a finalement signé trente arrêtés d'agrément » sans en préciser les critères d'attribution. Les recours de l'association Transcience ont abouti à l'annulation par le tribunal administratif de Paris de dix projets autorisés début 2022 avant la procédure d'agrément des comités, annulation qui a été confirmée en appel.

### Audits non réalisés
La réglementation prévoit la réalisation d’un audit annuel de l’ensemble des comités d’éthique en expérimentation animale pour contrôler la conformité de leur fonctionnement, ainsi que d'un bilan annuel de leur activité. Pourtant, entre 2013 et 2018, aucun audit n’a été réalisé – les premiers (et seuls) audits effectués ont eu lieu en 2019 concernant dix comités.
Le premier bilan complet de fonctionnement de l’ensemble des 108 comités alors en activité a été réalisé par la suite en 2022, concernant l’année 2021, et adopté par le CNREEA lors de sa session plénière du 7 novembre 2022. Pour Cash, Marty et Obriet, il ne s'agit cependant pas à proprement parler d'un audit, dans la mesure où le bilan est fondé sur les réponses des comités à un questionnaire, sans investigation, sans évaluation et sans vérification indépendante.

### Manque d’indépendance
Fin 2010, alors que la nouvelle directive européenne a été adoptée, Jean-Pierre Marguénaud, juriste, relève que « soigneusement confondue avec les règles de bonne conduite professionnelle, l’éthique des comités [créés depuis les années 1990] laisse aux expérimentateurs la liberté "d’adopter une démarche humaniste vis-à-vis des animaux" et de peser de tout le poids de leur influence pour être assurés qu’ils pourront continuer à décider entre eux de questions qui pourtant ne les concernent plus exclusivement ». À ce moment-là, il lui semble peu probable que ces comités puissent constituer les « autorités compétentes » désignées pour l'évaluation des projets dans la mesure où les expérimentateurs y sont « juges et parties ». 
Ce seront pourtant bien ces comités qui seront retenus pour le rôle d'autorités compétentes, encadrés par la nouvelle réglementation. D’après le bilan d’activité publié le CNREEA pour l’année 2021, sur 108 comités actifs en France, 46 (42,6 %) n'étaient rattachés qu’à un seul établissement, 15 (13,9 %) sont rattachés à plusieurs établissements au sein d’une même institution (ce peut être le cas d’unités de recherche distinctes au sein d’une université, par exemple), et 47 (43,5 %) sont rattachés à plusieurs établissements dépendant de plusieurs institutions. Ces proportions variaient largement selon que les établissements relèvent du domaine public ou du domaine privé. Dans le privé, 81,5 % des comités ne concernent qu’un seul établissement et 14,8 % une seule institution. Dans le public, 4 % des comités ne sont rattachés qu’à un seul établissement, mais 20 % dépendent d’une seule institution. Dans le bilan concernant l'année 2022, sur 87 comités, malgré une diminution notable, 22 (25,3 %) n'étaient encore rattachés qu'à un seul établissement – et 30 (34,5 %) à une seule institution.
Le fait qu’un comité censé évaluer les projets de recherche d’un établissement ou d’une institution ne dépende que de cet établissement ou de cette institution peut sembler contradictoire avec le principe d’indépendance. Pour Cash, Marty et Obriet, « le fait que, réglementairement, aucun membre du CEEA ne puisse être partie prenante de l'évaluation d'un projet dans lequel il est impliqué ne représente pas une garantie suffisante d'indépendance et d'impartialité pourtant requise par l'article R. 214-117 du CRPM et l'article 59 de la directive européenne ». Le problème a également été soulevé par le CNREEA dans son avis sur les conditions d’agrément des comités rendu le 8 avril 2022, dans lequel il recommandait qu'aux comités, soient rattachés de multiples établissements relevant de multiples institutions. Dans son bilan d'activité des CEEA concernant l'année 2022, il note que cinq comités rattachés à une seule institution ne répondaient pas encore à la condition d'avoir un minimum de 25 % de membres extérieurs à l'institution (cette condition n'étant pas applicable et pas contrôlée pour les 82 autres comités).

### Manque de compétences
La composition minimale réglementaire garantit bien la présence dans les comités de compétences techniques et conceptuelles relatives à la pratique de l’expérimentation animale et à l’entretien des animaux destinés à être utilisés. Cependant, la diversité des compétences s’arrête là : le ou la membre « non spécialiste » sert à représenter la société civile. Aucune information n’est donnée quant aux compétences effectives de ces membres, qui représentaient d'après les bilans d'activité 2021 et 2022 entre 10 et 20 % des membres d’un comité, bien en-deçà des spécialistes de la conception de projet (30 à 50 % des membres) et de la réalisation de projets (plus de 25 % des membres). De plus, aucune campagne de recrutement public n’était menée par les établissements et les institutions, alors que 43 % des comités expriment des difficultés de recrutement, très majoritairement concernant les membres non spécialistes.
Les responsabilités demandées aux comités d’éthique (évaluation de la nécessité d’utiliser des animaux, de la validité scientifique du projet, de la prise en compte des besoins fondamentaux des animaux et du respect de la réglementation) pourraient pourtant y motiver la présence de spécialistes d’approches alternatives aux animaux, de statisticiens, d’éthologues, d'experts de l’éthique ou du droit.
→ #Comparaison avec les Comités de protection des personnes

### Évaluation de la pertinence des décisions
Aucune évaluation formelle des avis rendus par les comités d’éthique en expérimentation animale n’a été entreprise en France. Une analyse a été entreprise aux États-Unis, et publiée en 2001 concernant la fiabilité des évaluations réalisées par les IACUC (Institutional Animal Care and Use Committee ; équivalents américains des comités d’éthique en expérimentation animale français en ce qui concerne l’évaluation des projets). Le protocole consistait à récolter trois dossiers évalués récemment par cinquante IACUCs, pour les faire réévaluer par un autre comité. Les résultats ont montré un faible niveau de reproductibilité des avis d’un comité à l’autre, voire au sein d’un même comité, quelle que soit l’espèce ou le type de protocole évalué.
En 2013, l’un des auteurs de l’étude a affirmé avoir été « surpris et déçu » des résultats et avoir espéré « que ces données motiveraient d’autres chercheurs et chercheuses et le gouvernement à trouver des façons d’améliorer le fonctionnement de ces comités ». Il s’est avoué déçu que cela n’ait pas été le cas, affirmant que les résultats « suggèrent qu’il y a un loup dans la bergerie en termes de décisions des ACUCs »,.

### Manque de transparence
Le ministère de la Recherche fournit sur son site web la « liste nationale des comités d’éthique », la « charte nationale portant sur l’éthique de l’expérimentation animale » et les guides de fonctionnement des comités et d’évaluation des projets.
Aucune information n’est cependant disponible sur les comités individuels, qui ne peuvent être contactés qu’indirectement, par le biais du Réseau National des C2EA, dont le site web est peu lisible pour le grand public et n’offre aucun document ni aucune information supplémentaire par rapport à la réglementation et au site du ministère de la Recherche.
Le manque de transparence de l’administration a été souligné par l’Observatoire de l’éthique publique et les groupes de défense des animaux. Malgré les avis positifs répétés de la Commission d’accès aux documents administratifs, les administrations refusent encore en février 2023 la communication des dossiers de demande d’autorisation de projet et des appréciations rétrospectives des projets.
Les seules informations publiées par l’administration concernant les projets en cours et passés sont regroupées dans les résumés non techniques, sous un format commun à l’échelle européenne permettant leur publication dans la base de données ALURES. L’association One Voice entretient également un site web spécialisé sur l’expérimentation animale, qui regroupe un certain nombre de résumés classés par espèce, type de recherches et degré de souffrance des animaux utilisés. Il en est de même du site de l'observatoire de l'expérimentation animale (OXA).

## Comparaison avec les Comités de protection des personnes
Au cours de l'élection présidentielle française de 2022, le Parti Animaliste et la campagne Engagement Animaux 2022 ont proposé la réforme des comités d’éthique en expérimentation animale sur le modèle des Comité de protection des personnes (CPP),, dont le rôle est similaire en matière de recherches impliquant des personnes humaines. L’association One Voice a également adressé une lettre en ce sens au président du Comité national de réflexion éthique sur l’expérimentation animale le 30 juin 2022. En février 2023, cette demande a fait partie des revendications adressées par un collectif d'associations (Transcience, One Voice, Pro Anima, Antidote Europe et 30 millions d'amis) au ministère de la Recherche. Lors de sa séance du 8 mars 2023, le groupe de travail du CNREEA sur le statut des comités d'éthique en expérimentation animale a proposé d'étudier le modèle des CPP, « souvent mentionné », « pour en évaluer la pertinence et l’applicabilité à différents niveaux pour le statut des CEEA ».

### Composition
Depuis le 4 mars 2022, les Comité de protection des personnes doivent être constitués de trente-six personnes réparties en deux « collèges », regroupant pour moitié des spécialistes de la médecine et de la recherche, et pour autre moitié des spécialistes d’éthique, de sciences humaines et sociales ou d’action sociale, de droit, ainsi que des représentants et représentantes d’associations d’usagers et usagères du système de santé. Les membres sont recrutés sur appel à candidatures pour des mandats de trois ans renouvelables.
Par contraste, les comités d’éthique en expérimentation animale ont une composition minimale de cinq personnes, dont quatre représentent les spécialités de l’expérimentation animale (conception, réalisation, gestion des animaux et soins vétérinaires) et une représente la société civile, sans spécialité (→ Composition minimale, Manque de compétences). Il apparait donc, par comparaison aux CPP, l’absence de compétences en sciences humaines et sociales, en droit, en éthique et en représentation des intérêts des animaux et des usagers et usagères du système de santé.

### Fonctionnement
Début 2023, la Conférence Nationale des Comités de protection des personnes dénombre un peu moins de quarante comités dans toute la France. Les CPP ont leur siège dans un établissement public qui met à leur disposition des moyens de fonctionnement. Les demandes d’avis émises par les établissements sont envoyées à un système informatique qui tire au sort un comité parmi l’ensemble des comités agréés en France et compétents pour l’examen du dossier concerné. L’avis positif d’un CPP est nécessaire pour obtenir l’autorisation de l’ANSM et pouvoir débuter un projet de recherches.
Ce type de fonctionnement garantit un minimum d’indépendance et d’impartialité dans l’évaluation des projets, difficile à obtenir pour les comités d’éthique en expérimentation animale, largement composés des employés des établissements dont ils évaluent les projets. (→ Manque d’indépendance)

## Principes éthiques
Indépendamment des débats sur l’éthique normative en philosophie morale, l’évaluation éthique en recherche repose sur des principes d’éthique appliquée – et plus précisément de bioéthique – définis par des conventions internationales et des codes de bonnes pratiques.

### Bioéthique humaine
Du côté des recherches impliquant des personnes humaines, on s’appuie notamment sur le code de Nuremberg (1947), le Rapport Belmont (1979) et la déclaration d’Helsinki (initialement adoptée en 1964, puis révisée à de nombreuses reprises jusqu’à aujourd’hui), qui mettent en avant la nécessité d’assurer la sécurité des personnes, leur consentement, le bénéfice individuel qu’elles peuvent tirer des recherches dans lesquelles elles sont impliquées et l’absence de risques importants pour elles. Dans le Code de la santé publique (qui régit les Comités de protection des personnes) cela se manifeste :
- Par des restrictions de base sur les pratiques autorisées : l’article L1121-2 mentionne notamment que « l'intérêt des personnes qui se prêtent à une recherche impliquant la personne humaine prime toujours les seuls intérêts de la science et de la société » ;
- Par une emphase importante sur la notion de consentement libre et éclairé, impliquant l’information complète des personnes et des restrictions spécifiques à certains groupes de personnes particulièrement vulnérables ;
- Par la protection des groupes vulnérables au titre du principe de justice (femmes enceintes, personnes dont la liberté est restreinte, personnes mineures, personnes majeures hors d’état d’exprimer leur consentement, notamment en cas de mort cérébrale, personnes non affiliées à la sécurité sociale et cas d’urgence) ;
- Par le principe de non-malfaisance et le principe de bienfaisance (permettant que les personnes puissent bénéficier d’une indemnisation des conséquences prévisibles de leur participation à la recherche, qui ne correspond cependant pas à une rémunération – dans la mesure où celle-ci pourrait mettre à mal la protection des groupes vulnérables)[28].

### Expérimentation animale
Au contraire, les principes de base régissant l’évaluation des comités d’éthique en expérimentation animale, évoqués à répétition dans la directive européenne, le code rural et la charte nationale, sont les 3R (Remplacer les animaux par d’autres méthodes pouvant apporter le même niveau de connaissance ; Réduire le nombre d’animaux utilisés sans mettre à mal la validité statistique des observations ; Raffiner les méthodes et la détention en utilisant l’analgésie quand elle n’est pas contradictoire avec les objectifs du projet et en « enrichissant » les cages des animaux sous les mêmes conditions),,.
En suivant ces principes, dès lors qu’aucune méthode connue n’est susceptible d’apporter le même niveau d’information sur une problématique spécifique, l’intérêt des animaux utilisés passe au second plan face aux intérêts revendiqués par la recherche – au point qu’il est possible de leur faire endurer des souffrances diverses allant de la détention en cage jusqu’à l’induction de tumeurs malignes et d’autres maladies graves et persistantes,.
D’après François Jaquet, spécialiste en éthique animale et en méta-éthique, le fait que ce type de souffrances soit accepté pour les animaux autres qu’humains (sur des fondements moraux utilitaristes), tout en étant radicalement refusé pour les personnes humaines impliquées dans des recherches (sur des fondements moraux déontologistes), est une erreur logique qui relève du spécisme – une idéologie qui considère que l’espèce d’un individu est un critère pertinent pour décider de la considération morale à accorder à cet individu.